# Randa Siniora
Randa George Yacoub Siniora (ur. ok. 1961) – palestyńska aktywistka na rzecz praw człowieka i kobiet. Od trzech dekad dokumentowała przypadki łamania praw człowieka na okupowanych terytoriach palestyńskich, a następnie została dyrektorem generalnym Centrum Pomocy Prawnej i Poradnictwa Kobiet (WCLAC) w Jerozolimie.

## Życiorys
Randa Siniora studiowała na Uniwersytecie Essexu w Wielkiej Brytanii, uzyskując tytuł LLM w zakresie międzynarodowego prawa praw człowieka, a także na Uniwersytecie Amerykańskim w Kairze, uzyskując tytuł magistra socjologii-antropologii. Jej praca magisterska, dotycząca kobiet pracujących w sektorze tekstylnym na Zachodnim Brzegu, które wytwarzały towary dla izraelskich firm, została później opublikowana przez Uniwersytet Amerykański. Siniora zastosowała w niej teorię zależności Arghiri Emmanuela i Samira Amina odnosząc się do sytuacji palestyńskiej. Aby wyjaśnić stosunkowo niski poziom organizacji politycznej i organizacji pracy wśród kobiet, podkreśliła ciągłość społeczną struktur patriarchalnych, które kontrolowały kobiety w domu i w pracy: pracodawcy nie muszą używać siły, aby kontrolować ... pracowników. Zamiast tego ciągle próbują ustanowić paternalistyczne relacje z [nimi]. Próbują przekonać ich, że są na stanowisku swoich ojców w warsztacie oraz że są ich „zwolennikami” i „obrońcami”.
W latach 1987–1997 Siniora była badaczem prawa i koordynatorem programu dotyczącego praw kobiet w organizacji praw człowieka Al-Haq. Jej wysiłki zmierzające do wypracowania konsensusu co do potrzeby zmian prawnych w celu ochrony kobiet zostały przerwane przez Pierwszą Intifadę: niemożliwe stało się skupienie wyłącznie na prawnych i społecznych aspektach praw kobiet, a naruszenia praw człowieka mają miejsce każdego dnia wobec palestyńskich kobiet. Teraz naszym głównym zadaniem jest dokumentowanie tych naruszeń.
W latach 1997–2001 Siniora był kierownikiem ds. Współpracy i rzecznictwa w Centrum Kobiet ds. Pomocy Prawnej i Poradnictwa. W latach 2001–2005 była dyrektorem generalnym Al-Haq.
Od września 2007 do czerwca 2015 roku Siniora był Starszym Dyrektorem Wykonawczym Niezależnej Komisji Praw Człowieka (ICHR) w Palestynie. W 2015 roku została dyrektorem generalnym Kobiecego Centrum Pomocy Prawnej i Poradnictwa.
W październiku 2018 roku Siniora została pierwszą kobietą z Palestyny, która wystąpiła w Radzie Bezpieczeństwa Organizacji Narodów Zjednoczonych. Siniora podniosła kwestię wysokiego wskaźnika przemocy domowej i rosnącego wskaźnika zabójstw kobiet na okupowanych terytoriach. Poruszyła również kwestię wykluczenia politycznego kobiet: Izraelska okupacja i wynikający z niej kryzys humanitarny są głęboko upośledzone i pogłębiają istniejące nierówności płciowe. Kobiety w nieproporcjonalny sposób znoszą przemoc okupacyjną ze strony wszystkich Palestyńczyków, a często ponoszą konsekwencje związane ze swoją płcią [...] Niewiele zostało miejsca na włączenie obaw palestyńskich kobiet w kluczowe procesy polityczne, w tym w celu osiągnięcia państwowości palestyńskiej lub pojednania narodowego. Reprezentacja kobiet na kluczowych stanowiskach decyzyjnych, w tym w instytucjach Autonomii Palestyńskiej, wynosi zaledwie 5 procent.